# Brancus fuscimanus
Brancus fuscimanus is een spinnensoort in de taxonomische indeling van de springspinnen (Salticidae).
Het dier behoort tot het geslacht Brancus. De wetenschappelijke naam van de soort werd voor het eerst geldig gepubliceerd in 1902 door Simon als Viciria fuscimana.

## Synoniemen
- Viciria fuscimana Simon, 1903

## Voorkomen
De soort komt voor in het westen van Afrika.